# Karel Kubánek
Podplukovník Karel Kubánek, (29. října 1916 Jilemnice – 1940 nebo 1941? Sovětský svaz, místo neznámé), byl letec československé armády. V roce 1939 odešel z vlasti, aby za její samostatnost mohl bojovat. Zahynul v ruském gulagu.

## Život

### Dětství a studia
Karel Kubánek se narodil v Jilemnici (ve známé Zvědavé uličce) jako první dítě rodičů Karla Kubánka a Ludmily rozené Weissové. Jeho otec byl tkadlec a obchodník. Karel Kubánek maturoval na Exportní obchodní akademii v Jablonci nad Nisou a po maturitě nastoupil do vojenského leteckého učiliště ve Vyškově. V červnu 1938 byl jmenován letcem pozorovatelem a zařazen do vojenských útvarů na Slovensku.

### Útěk do Polska
Po vzniku Protektorátu Čechy a Morava byl jako jeho příslušník ze slovenské armády propuštěn a vrátil se do Jilemnice. Spolu s letci Karlem Kopalem z Tříče a Janem Vlkem ze Semil se pokusil zapojit do odboje jako zahraniční voják. S pomocí semilských členů odbojové skupiny Obrana národa, vedených Františkem Hyškou, překročili v noci z 5. na 6. srpna 1939 hranice do Polska.
Již 28. srpna byla skupina letců, ve které byl Kubánek, přijata do polské armády, jako členové tzv. Legie Čechů a Slováků v Polsku. Krátce na to, 1. září 1939, napadlo Německo Polsko.

### Zajetí a smrt
Legie Čechů a Slováků téměř nebyla vyzbrojena a neměla uniformy. V noci z 11. na 12. září 1939 zahájila ústup směrem do Rumunska. 17. září 1939 napadl Polsko i Sovětský svaz a 19. září 1939 byla legie Rudou armádou zajata. Karel Kubánek se po zajetí pokusil s několika přáteli znovu, jinou cestou, dostat do Rumunska. Znovu byl zatčen NKVD, vyslýchán, obviněn ze špionáže a odsouzen na tři roky nucených prací. K jejich provedení byl odvezen do povodí řeky Pečory, kde byl internován v jednom z tamních gulagů. V něm zahynul dříve, než došlo v červenci 1941 v Londýně k podpisu dohody, podle které mohly být na území SSSR zakládány československé vojenské jednotky.
Spolu s Karlem Kubánkem byli při nezdařeném útěku do Rumunska NKVD zatčeni i další Čechoslováci – členové polského legionu. Věznění nepřežili ještě čtyři další – četař-aspirant Josef Rychtera a četaři Černý, Němeček a Karel Stejskal.

## Posmrtná ocenění
- V roce 1947 udělil prezident republiky Edvard Beneš Karlu Kubánkovi Československý válečný kříž 1939 „In memoriam" a Československou vojenskou medaili za zásluhy I. stupně.

K dalším oceněním Karla Kubánka v období komunistického režimu pochopitelně nedošlo.
- Dne 1. 6. 1991 byl Karel Kubánek mimořádně povýšen do hodnosti podplukovníka ve výslužbě in memoriam a 17. 6. 1991 mu byl udělen Čestný odznak československého vojenského pilota.
- Dne 28. října 2006 byla odhalena pamětní deska Karla Kubánka na jeho rodném domě v Jilemnici[6]